# Mexico (comté de Juniata, Pennsylvanie)
Pour les articles homonymes, voir Mexico (homonymie).
La census-designated place de Mexico est située dans le comté de Juniata, dans le Commonwealth de Pennsylvanie, aux États-Unis. Sa population s’élevait à 472 habitants lors du recensement de 2010.